# Josep Fontana
Pour les articles homonymes, voir Fontana.
Josep Fontana i Lázaro, né le 20 novembre 1931 à Barcelone et mort le 28 août 2018 dans la même ville, est un historien espagnol, professeur émérite de l'université Pompeu Fabra et spécialiste de l'histoire de l'Espagne contemporaine.

## Biographie

### Éducation
Né à Barcelone, il a obtenu sa maîtrise en philosophie et lettres (section histoire) à l'Université de Barcelone en 1956 et son doctorat en histoire de la même université en 1970. 

## Publications
- (es) La quiebra de la monarquía absoluta (1814-1820) (1971, Ariel, 1987 ; Crítica, 2002  (ISBN 84-8432-363-3))
- (es) Historia: análisis del pasado y proyecto social (Crítica, 1982  (ISBN 84-7423-174-4) )
- (es) La crisis del Antiguo Régimen (Crítica, 1992  (ISBN 84-7423-084-5))
- (es) La historia después del fin de la historia (Crítica, 1992  (ISBN 84-7423-561-8))
- (es) Europa ante el espejo (Crítica, 1994  (ISBN 84-7423-613-4) y 2000  (ISBN 84-8432-114-2))
- (es) Enseñar historia con una guerra civil de por medio (Crítica, 1999)
- (ca) La història dels homes (Crítica, 2000  (ISBN 84-8432-127-4)) (version en espagnol : La historia de los hombres (Crítica, 2005  (ISBN 84-8432-700-0))
- Introducció a l'estudi de la història (Crítica, 1999  (ISBN 84-7423-823-4)) versión en castellano Introducción al estudio de la historia (Crítica, 1999  (ISBN 84-7423-954-0))
- (es) España bajo el franquismo (Crítica, 2000  (ISBN 84-8432-057-X))
- (es) Hacienda y Estado 1823-1833 (Instituto de Estudios Fiscales 2001  (ISBN 84-8008-084-1))
- (ca) Aturar el temps (Crítica, 2005  (ISBN 84-8432-614-4))
- (es) De en medio del tiempo: la Segunda Restauración Española, 1823-1834 (Crítica, 2006  (ISBN 84-8432-792-2))
- (es) Historia de España, vol. 6: La época del liberalismo (dir.) (Crítica / Marcial Pons, 2007  (ISBN 978-84-8432-876-6))
- (es) Por el bien del imperio. Una historia del mundo desde 1945 (Pasado & Presente, 2011  (ISBN 978-84-939143-4-9))
- (es) El futuro es un país extraño. Una reflexión sobre la crisis social de comienzos de siglo (Pasado & Presente, 2013)

## Distinctions
Josep Fontana reçoit en 2002 le prix Narcís Monturiol puis en 2008 la Creu de Sant Jordi. Il est également docteur honoris causa de l'université Rovira i Virgili (2010) et de l'université de Valladolid (2011).